# Ivan Benito
Ivan Benito (* 27. August 1976 in Aarau) ist ein ehemaliger schweizerisch-spanischer Fussballspieler. Er spielte auf der Position des Torhüters.

## Laufbahn
Benito begann seine Karriere beim FC Aarau. In der Saison 1996/97 gelang ihm der Sprung in die erste Mannschaft, zunächst als Ersatztorhüter. Ab der Saison 1998/99 war er Stammtorhüter beim FC Aarau – bis zur Saison 2002/03, als er von Massimo Colomba verdrängt wurde. Deshalb wechselte er in der Saison 2003/04 ins Ausland nach Italien. Dort spielte er zuerst bei Pistoiese und später bei der SS Juve Stabia.
In der Saison 2006/07, wenige Wochen nach der Winterpause, ging Benito mit einem Halbjahresvertrag zurück zum FC Aarau, weil sich Stammtorhüter Colomba und Ersatztorhüter Greco beide für mehrere Wochen verletzt hatten. In elf Spielen trug er massgeblich zum Klassenerhalt des FC Aarau bei. Dafür wurde er mit einem Dreijahresvertrag ausgestattet. Selbst als sich Stammtorhüter Colomba Anfang der Saison 2007/08 von seiner Verletzung erholt hatte, blieb Benito im Tor.
Am 14. Juni 2010 wurde bekannt gegeben, dass Benito zum Grasshopper-Club nach Zürich wechseln werde. Dort unterschrieb er einen Zweijahresvertrag. Im Rahmen einer Goalie-Rochade wechselte er aber im Tausch gegen Roman Bürki bereits im Januar 2011 zu den Berner Young Boys.
Er ist der Onkel des Profifußballers Loris Benito.